# Рейка (транспорт)

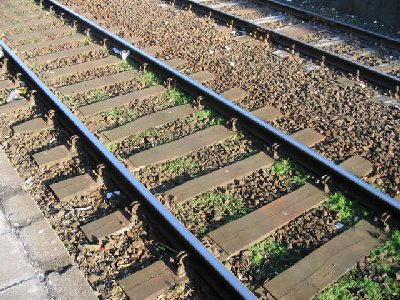
Рейки.

Ре́йки або залізничні рейки — сталеві балки спеціального (як правило, двотаврового) перерізу, які укладаються на шпали або інші опори для утворення зазвичай двониткового шляху, по якому рухається рухомий склад залізничного транспорту. Складова рейкової колії. Колись рейки кріпили до шпал за допомогою костилів, останнім часом широко використовується з'єднання болтами і гайками.

## Назва
Слово «рейка» є запозиченням з російської мови, де воно ніколи не уживається щодо залізничних колій. Російською рейка походить від пол. reja («рея»), яке утворене своєю чергою від нід. raa («жердина»). В українській слово набуло додаткового значення під впливом англ. rail, яке теж може значити й «планка, брусок» і «залізнична рейка». Англійське слово rail (від множини якого й утворене рос. рельс) походить від лат. regula («пряма палиця»).
У діалектах засвідчена й інша назва залізничних рейок — «шини» (від нім. Schiene).

## Застосовування рейок на залізницях
Рейки виготовляють із вуглецевої сталі (прокат стандартного профілю, який добре працює на вигин).
Розрізняють рейки за лінійною щільністю (кг/м): Р24, РЗЗ, Р38, Р43 і т. д.
При інтенсивному русі, підвищених швидкостях і перевезенні великовантажних потягів застосовують важкі рейки. Вони довговічні, надійніші в експлуатації, потребують меншого обсягу ремонтних робіт.
Стандартна довжина сучасних рейок — 12,5 і 25 м, для підземних колій — 6-8 м.

## Мовні звороти
- Ставати на рейки — обирати певний спосіб життя, дії, напрям діяльності тощо
- Переводити на рейки — надавати чому-небудь певного спрямування
- Перехід на рейки — обрання певного способу життя, дії, напряму діяльності тощо[1]

## Інше застосовування
Рейка, підвішена на дроті або мотузці, може слугувати примітивним засобом сигналізації, билом (звідси й «бити у рейку»). У деяких невеликих селах рейка досі заміняє пожежний сполох.
Залізничні рейки також уживаються для створення фортифікаційних споруд, перекриттів будов тощо.